# Guntis Rēķis
Guntis Rēķis (3. november 1974 i Riga i Lettiske SSR) er en lettisk kælker, som har dyrket sporten siden 1990 og deltaget i konkurrencer siden 1997. Han har vundet to bronzemedaljer i mixed team-konkurrencen ved VM i kælk 2008 i Oberhof og VM i kælk 2009 i Lake Placid.
Rēķis har deltaget i alt fire gange ved de olympiske lege (1998, 2002, 2006 og 2010), og hans bedste placering var en 16. plads i Nagano i 1998.